# Seznam biskupů a arcibiskupů washingtonských
Toto je Seznam biskupů a arcibiskupů washingtonských.

## Arcibiskupové Washingtonu

1.Patrick Aloysius O’Boyle (1947–1965)

## Metropolitní arcibiskupové Washingtonu

1.Patrick Aloysius O’Boyle (1965–1973)
2.William Wakefield Baum(1973–1980)
3.James Aloysius Hickey(1980–2000)
4.Theodore Edgar McCarrick(2000-2006)
5.Donald William Wuerl(2006-2018)
6.Wilton Daniel Gregory(2018-2025)
7.Robert Walter McElroy(od 2025)

## Pomocní biskupové Washingtonu

1.John Michael McNamara (1947–1960)Eumenia
2.Patrick Joseph McCormick(1950–1953)Atenia
3.Philip Matthew Hannan(1956–1965)Hieropolis
4.William Joseph McDonald(1964-1967)Aquæ regiæ
5.John Selby Spence(1964-1973)Aggersel
6.Edward John Herrmann(1966-1973)Lamzella
7.Eugene Antonio Marino(1974-1988)Walla Walla
8.Thomas William Lyons(1974-1988)Mortlach
9.Thomas Cajetan Kelly(1977-1981)Tusuros
10.Álvaro Corrada Del Río(1985-2000)Rusticiana
11.William George Curlin(1988-1994)Rosemarkie
12.Leonard James Olivier(1988-2004)Legia
13.William Edward Lori(1995-2001)Bulla
14.Kevin Joseph Farrell(2001-2007)Rusuccuru
15.Francisco González Valer(2001-2014)Lamphua
16.Martin David Holley(od 2004)Rusibisir
17.Barry Christopher Knestout(od 2008)Leavenworth